# Hyoscyamus orthocarpus
Hyoscyamus orthocarpus är en potatisväxtart som beskrevs av Schönbeck-temesy. Hyoscyamus orthocarpus ingår i släktet bolmörter, och familjen potatisväxter. Inga underarter finns listade i Catalogue of Life.